# Gladewater
Gladewater – miasto w Stanach Zjednoczonych, w stanie Teksas, w hrabstwach Gregg i Upshur.

## Demografia
Według przeprowadzonego przez United States Census Bureau spisu powszechnego w 2010 miasto liczyło 6 441 mieszkańców, co oznacza wzrost o 6,0% w porównaniu do roku 2000. Natomiast skład etniczny w mieście wyglądał następująco: Biali 75,7%, Afroamerykanie 17,6%, Azjaci 0,6%, pozostali 6,1%.